# Henry Norman
Henry Wylie Norman (ur. 2 grudnia 1826 w Londynie, zm. 26 października 1904 tamże) – brytyjski żołnierz i administrator kolonialny, marszałek polny, w latach 1883-1889 gubernator Jamajki, a następnie w latach 1889-1895 gubernator Queenslandu.

## Życiorys

### Kariera wojskowa
Pochodził z kupieckiej rodziny, jako nastolatek pracował w firmie swego ojca w Kalkucie. W pierwszej połowie lat 40. XIX wieku podjął służbę w armii kolonialnej w Indiach, w 1847 otrzymał szlify oficerskie. Walczył w II wojnie Brytyjczyków z Sikhami, podczas której został dostrzeżony przez Colida Campbella, co przyspieszyło jego dalszą karierę. W pierwszej połowie lat 50. brał udział w ekspedycjach przeciwko plemionom żyjącym na pograniczach Indii Brytyjskich. W czasie powstania sipajów brał udział w wielu kluczowych potyczkach, m.in. w oblężeniach Lucknow i Delhi.
W latach 1859–1861 pełnił służbę sztabową w Anglii. Po powrocie do Indii nadal piął się w górę w hierarchii wojskowej, dochodząc w 1870 do stanowiska wojskowego członka Rady Wicekrólewskiej, co czyniło go de facto ministrem wojny brytyjskiej administracji Indii. Na tym stanowisku dał się poznać jako zwolennik polityki takiego zarządzania indyjskim wojskiem, aby oddziały złożone z miejscowej ludności były słabiej uzbrojone niż jednostki etnicznie brytyjskie, co miało dać tym ostatnim przewagę w razie ewentualnego buntu Indusów. W 1878 powrócił na stałe do Londynu, gdzie został członkiem rządowej Rady ds. Indii. W 1882 przeszedł w stan spoczynku w stopniu generała.

### Administrator kolonialny
W październiku 1883 rozpoczął pracę w służbie kolonialnej jako gubernator Jamajki, gdzie jego najważniejszym zadaniem było takie przemodelowanie systemu politycznego kolonii, aby wąska elita białych plantatorów straciła dominującą pozycję w lokalnej polityce. W 1889 został gubernatorem Queenslandu, gdzie z kolei nadzorował trudny program cięć budżetowych, co nie przeszkodziło mu zdobyć w kolonii uznania i szacunku, jakim obdarzano go jako sprawnego administratora. W 1893 otrzymał nominację na wicekróla Indii, lecz odmówił jej przyjęcia. Po zakończeniu swojej kadencji w Australii, co miało miejsce w listopadzie 1895, powrócił do Anglii. Jego ostatnią misją w koloniach był stosunkowo krótki pobyt w Indiach Zachodnich, gdzie jako komisarz rządowy miał przygotować raport na temat dalszych perspektyw rozwoju karaibskich kolonii.

### Późniejsze życie
W 1901 został mianowany gubernatorem Royal Hospital Chelsea, wojskowego domu spokojnej starości w Londynie, w którym sam też zamieszkał. W 1902 otrzymał awans na marszałka polnego, co w świetle jego wieku miało już jednak wymiar głównie honorowy. W tym samym roku został powołany na komisarza rządowego mającego ocenić, czy brytyjska armia była należycie przygotowana do II wojny burskiej. Zmarł pod koniec października 1904 w wieku 77 lat. Spoczywa na Brompton Cemetery w Londynie.

## Odznaczenia
W 1859 został kawalerem Orderu Łaźni, zaś w 1873 został awansowany do klasy Rycerza Komandora tego orderu, co pozwoliło mu dopisywać przed nazwiskiem tytuł Sir. W 1887 został Rycerzem Wielkiego Krzyża Orderu św. Michała i św. Jerzego, zaś miesiąc później po raz trzeci otrzymał Order Łaźni, tym razem najwyższej klasy Rycerz Wielkiego Krzyża.